# Аджемян, Лоран Цолакович
Лора́н Цола́кович Аджемя́н (Լորան Ցոլակի Հաճեմյան, род. 1945) — доктор физико-математических наук, профессор кафедры статистической физики физического факультета СПбГУ. Занимается развитием методов квантовой теории поля применительно к задачам статистической физики. Автор большого числа работ, связанных с методом ренормализационной группы. В соавторстве с Н. В. Антоновым и А. Н. Васильевым автор монографии Field Theoretic Renormalization Group in Fully Developed Turbulence (Gordon and Breach, 1999, ISBN 90-5699-145-0). Вместе с А. Н. Васильевым и А. К. Казанским увлёкся явлением Оствальдовского созревания капель и поправками к теории Лифшица—Слёзова.

## Биография
Родился 30 апреля 1945 года в Ленинграде. Отец — Ц. А. Аджемян, химик, лауреат Сталинской премии.

### Образование
- 1969 год — окончил физический факультет ЛГУ.
- 1975 год — поступил в аспиранту только что созданной (под руководством Ф. М. Куни) кафедры статистической физики ЛГУ, став таким образом её первым аспирантом.

### Научная степень
- В 1995 году защитил диссертацию доктора физ.-мат. наук на тему Квантово-полевые методы в статистической теории развитой турбулентности.

### Работа
Читает на физическом факультете СПбГУ следующие курсы:
- Статистическая физика и термодинамика (общий курс физики);
- Основы статистической теории развитой турбулентности (спецкурс кафедры статфизики);
- Рассеяние волн во флуктуирующих средах (спецкурс кафедры статфизики).